# Bo Löfberg
Bo Löfberg, född 6 augusti 1922 i Stockholm, död 16 augusti 1986 i Visby, var en svensk filmregissör och uppfinnare.
Han producerade de sex episoderna i Katitzi-serien för teve 1979–1980.
Bo Löfberg uppfann det identifieringssystem med fingeravtryck, som sedan kom att utvecklas av Lennart Carlsson på Fingerprint Cards från senare delen av 1990-talet. Han påstås ha fått idén till identifiering med fingertryck på 1980-talet, då han på en restaurang i Cannes i Frankrike under Cannes-filmfestivalen såg servitrisens fingeravtryck på sitt kreditkort, när hon lämnade tillbaka det. Han fick svenskt patent 1983 och tre patent i USA 1985 och 1986, men hann inte själv färdigutveckla idén före sin död 1986.
Några år senare togs idén upp av Lennart Carlsson, som varit utvecklingschef på Ericsson, och som köpte patenträttigheterna. Med stöd från Ericsson vidareutvecklade han metoden och grundade tillsammans med Affärsstrategerna Fingerprint Cards 1997, vilket företag börsintroducerades året därpå.